# 郭貴妃 (明)
貴妃郭氏（きひ かくし、1392年 - 1425年）は、明の洪熙帝の寵妃。濠州の人。従兄弟の郭玘の娘は宣徳帝の妃嬪の郭愛。

## 経歴
郭英の子の郭銘の娘。永楽年間、太子朱高熾（後の洪熙帝）の邸に入り、側室となった。3人の男子を産んだ。
朱高熾が皇帝に即位すると、貴妃に封じられた。帝は郭貴妃を寵愛したため、祖父郭英の侯爵（武定侯）を回復し、郭貴妃の弟の郭玹を指名して継承させた。
即位の翌年の洪熙元年（1425年）5月29日、洪熙帝が急死した。郭貴妃は殉じて亡くなった。恭粛貴妃の諡号が贈られた。

## 子女
- 1人の女子
- 滕懐王 朱瞻塏（1409年 - 1425年） - 郭貴妃の殉死から1カ月後に死去。
- 梁荘王 朱瞻垍
- 衛恭王 朱瞻埏

## 伝記資料
- 『明史』
- 『明仁宗実録』